# Salvadorianische Lutherische Kirche
Die Salvadorianische Lutherische Kirche (spanisch Iglesia Luterana Salvadoreña), auch Salvadorianische Lutherische Synode (spanisch Sínodo Luterana Salvadoreña) genannt, ist eine protestantische Kirche lutherischer Konfession in El Salvador. Ihr gehören etwa 22.000 Gläubige an, womit sie die größte lutherische Kirche in Zentralamerika ist.

## Geschichte
In den 1950er-Jahren wurden lutherische Missionare der amerikanischen Lutheran Church – Missouri Synod in El Salvador tätig, wo sich schnell erste Gemeinden im Bundesstaat La Unión bildeten. 1965 wurden die ersten einheimischen Pfarrer ordiniert, die zuvor am Lutherischen Seminar Augsburg in Mexiko-Stadt ausgebildet worden waren. 1970 erhielt die Kirche staatliche Anerkennung. Während des Salvadorianischen Bürgerkriegs war die Kirche staatlichen Repressionen ausgesetzt. Die Kirche setzte sich in dieser Zeit besonders für Arme und Vertriebene ein.
Die Lutherische Kirche wendete sich unter dem Einfluss des katholischen Erzbischofs Oscar Romero der Befreiungstheologie zu, was letztlich 1986 zum Bruch mit der konservativen Missouri-Synode führte. Im selben Jahr wurde der Pfarrer Medardo Goméz zum ersten Bischof der Kirche gewählt und in einem Flüchtlingslager geweiht. 1992 gründete die Kirche eine eigene Universität, 1994 führte sie die Frauenordination ein.
Seit 2025 leitet mit Guadalupe Cortéz de Huezo erstmals eine Frau die Kirche.

## Struktur
Die Salvadorianische Lutherische Kirche umfasst 55 Gemeinden und 15 Missionspunkte, die in fünf Regionen organisiert sind. Die Kirche wird durch einen Bischof oder eine Bischöfin geleitet, die von der Nationalversammlung gewählt wird. Der Kirchenleitung gehören weitere sechs Mitglieder an.

### Bischöfe
- Medardo Goméz (1986–2025)
- Guadalupe Cortéz de Huezo (seit 2025)

## Partnerschaften
Die Salvadorianische Lutherische Kirche gehört seit 1987 dem Lutherischen Weltbund und seit 1991 dem Ökumenischen Rat der Kirchen an. Sie ist die größte Kirche der Communión de Iglesias Luteranas de Centro América, in der sich lutherische Kirchen aus ganz Zentralamerika zusammengeschlossen haben. Seit den 1980er-Jahren besteht eine Partnerschaft mit der Evangelisch-Lutherischen Kirche in Bayern, seit 2000 auch mit der Evangelisch-Lutherischen Kirche in Brasilien. Über Mission EineWelt wurden über viele Jahre hinweg Freiwillige nach El Salvador entsandt, auch förderten die Partnerschaften den Aufbau von Strukturen zur psychotraumatischen Versorgung im Land.